# Gustavo Victorino
Gustavo Adolfo Victorino Grehs, mais conhecido como Gustavo Victorino (Porto Alegre, 18 de janeiro de 1956) é um músico, advogado, engenheiro, jornalista e radialista brasileiro gaúcho que atualmente é Deputado Estadual pelo Estado do Rio Grande do Sul, além de trabalhar na Rádio Pampa e na TV Pampa. Atua também como conselheiro seccional da OAB/RS.

## Trajetória
Estagiou na Rádio Gaúcha aos 17 anos. Inicia sua carreira em outubro de 1973 na Rádio Cinderela de Campo Bom como locutor esportivo passando em seguida para a Rádio Progresso de Novo Hamburgo.  
Trabalhou no jornal Zero Hora. Aos 24 anos mudou-se para o Rio de Janeiro para trabalhar como repórter e apresentador da Rádio e TV Manchete e correspondente da Rádio Guaíba de Porto Alegre.
De lá parte para Florianópolis, onde trabalha durante algum tempo na Rádio Cultura, voltando para o Rio de Janeiro desta vez na Rádio Tamoio.
Nos anos 80 foi colunista da Gazeta Mercantil e do Jornal do Brasil. 
Foi professor dos cursos de Jornalismo e Rádio da Universidade Gama Filho, no Rio de Janeiro.
Desde 2006 trabalha na Rádio Pampa no programa "Pampa na Tarde".
Atualmente é coordenador da Festa Nacional da Música para a área de tecnologia voltada ao áudio e instrumentos musicais.

## Carreira política
Nas eleições de 2 de outubro de 2022 Gustavo Victorino se tornou deputado estadual pelo Republicanos do Rio Grande do Sul tendo sido o deputado eleito com maior votação entre os 55 eleitos com 112.920 votos.

## Premiações
Foi indicado como comentarista de televisão do ano para o prêmio Press em 2017.
Foi um dos homenageados da Festa Nacional da Música 2017. Por quatro vezes foi reconhecido como "Jornalista Amigo do Mesa", homenagem criada pelo Mesa Brasil Sesc. 
Em 2019 Victorino conquista o troféu de Comentarista de Televisão do Ano, no Prêmio Press 2019. Em 2021 Victorino conquistou mais um Prêmio Press, desta vez de "troféu Sistema Fecomércio - Jornalista do Ano". Em 2022 Victorino foi mais uma vez premiado, na categoria "Comentarista de Televisão do ano".

## Controvérsias
Em agosto de 2020, Victorino chamou o youtuber Felipe Neto de "pedófilo", sem apresentar provas, durante o programa Atualidades Pampa, repercutindo um boato falso. Depois do caso repercutir nacionalmente, a assessoria de Neto anunciou, por meio de nota, que responsabilizaria judicialmente aqueles que o caluniassem. Em resposta, Victorino afirmou que poderia ter "usado palavras fortes, inadequadas".